# کوه نبلوک
کوه نبلوک (به انگلیسی: Mount Niblock) یک کوه در کانادا است که در آلبرتا واقع شده‌است. کوه نبلوک ۲٬۹۷۶ متر بالاتر از سطح دریا واقع شده‌است.